# La Bible arrachée aux sables
 (août 2022).
La mise en forme du texte ne suit pas les recommandations de Wikipédia : il faut le « wikifier ».
Les points d'amélioration suivants sont les cas les plus fréquents. Le détail des points à revoir est peut-être précisé sur la page de discussion.
- Les titres sont pré-formatés par le logiciel. Ils ne sont ni en capitales, ni en gras.
- Le texte ne doit pas être écrit en capitales (les noms de famille non plus), ni en gras, ni en italique, ni en « petit »…
- Le gras n'est utilisé que pour surligner le titre de l'article dans l'introduction, une seule fois.
- L'italique est rarement utilisé : mots en langue étrangère, titres d'œuvres, noms de bateaux, etc.
- Les citations ne sont pas en italique mais en corps de texte normal. Elles sont entourées par des guillemets français : « et ».
- Les listes à puces sont à éviter, des paragraphes rédigés étant largement préférés. Les tableaux sont à réserver à la présentation de données structurées (résultats, etc.).
- Les appels de note de bas de page (petits chiffres en exposant, introduits par l'outil «  Source ») sont à placer entre la fin de phrase et le point final[comme ça].
- Les liens internes (vers d'autres articles de Wikipédia) sont à choisir avec parcimonie. Créez des liens vers des articles approfondissant le sujet. Les termes génériques sans rapport avec le sujet sont à éviter, ainsi que les répétitions de liens vers un même terme.
- Les liens externes sont à placer uniquement dans une section « Liens externes », à la fin de l'article. Ces liens sont à choisir avec parcimonie suivant les règles définies. Si un lien sert de source à l'article, son insertion dans le texte est à faire par les notes de bas de page.
- La présentation des références doit suivre les conventions bibliographiques. Il est recommandé d'utiliser les modèles {{Ouvrage}}, {{Chapitre}}, {{Article}}, {{Lien web}} et/ou {{Bibliographie}}. Le mode d'édition visuel peut mettre en forme automatiquement les références.
- Insérer une infobox (cadre d'informations à droite) n'est pas obligatoire pour parachever la mise en page.

Pour une aide détaillée, merci de consulter Aide:Wikification.
Si vous pensez que ces points ont été résolus, vous pouvez retirer ce bandeau et améliorer la mise en forme d'un autre article.
La Bible arrachée aux sables est un livre sur l'archéologie, écrit par le journaliste scientifique allemand Werner Keller (1909-1980) et publié en 1955 sous le titre original Und die Bibel hat doch recht.
Le sous-titre Les chercheurs prouvent la vérité de l'Ancien Testament (Forscher beweisen die Wahrheit des Alten Testaments) souligne la préoccupation centrale de Keller de prouver les déclarations de l'Ancien Testament par l'archéologie biblique.

## Contenu
Le livre commence par les événements de la Genèse. Il parle du Croissant fertile, de la ville d'Ur en Chaldée et des fouilles à propos du Déluge, d'Abraham et de Lot. Keller souligne que le mythe du Déluge se retrouve dans l'épopée de Gilgamesh. Il voit une confirmation du Déluge dans la couche de boue découverte à Ur dans les années 1920.
Il aborde ensuite l'histoire de Joseph et des Israélites en Égypte, avant de décrire la recherche de preuves de l'Exode dans la péninsule du Sinaï et jusqu'aux frontières de la Terre promise. Est également traitée l'interprétation des dix plaies d'Égypte. Il conjecture sur le point où les Israélites auraient traversé la mer Rouge. Keller voit une confirmation de la manne céleste dans une découverte faite dans le Sinaï par l'université hébraïque de Jérusalem en 1927, où deux botanistes ont identifié la manne comme étant une sécrétion des tamaris.
Sont ensuite évoquées la lutte pour la Terre Promise et l'implantation des Israélites, ainsi que leur combat contre les Philistins. Israël est décrit comme une puissance régionale majeure à l'époque des rois David et Salomon. Mais le schisme donne naissance aux royaumes d'Israël et de Juda, et prend fin avec les destructions successives des deux royaumes. Les Judéens sont emmenés en exil à Babylone, puis libérés par les rois perses avant de retourner en Terre Promise. Les fouilles de Babylone et de Ninive sont également évoquées.
Keller évoque enfin l'empire grec d'Alexandre et la lutte des Maccabées contre les Syriens. Les derniers chapitres évoquent la destruction de Jérusalem, le tombeau de saint Pierre et les manuscrits de la mer Morte, auxquels s'ajoutent un épilogue sur le désert et un appendice sur la lumière de la Création de l'Univers.
Les éditions revues et augmentées par Joachim Rehork contiennent une grande partie supplémentaire sur le Nouveau Testament.

## Réception
Le livre a été traduit dans plus de vingt langues et a atteint un tirage total de plus d'un million en 1960. Sa diffusion dépasse à ce jour les vingt millions d'exemplaires. Il a été considéré comme « l'un des plus grands best-sellers de l'après-guerre. »

## Adaptation
- 1977 : La Bible arrachée du sable (... und die Bibel hat doch recht) de Harald Reinl, film sorti en France en Alsace en 1979[4]

## Éditions
- Und die Bibel hat doch recht : Forscher beweisen die Wahrheit des Alten Testaments, Düsseldorf, Econ, 1955Première édition en allemand
- Und die Bibel hat doch recht in Bildern, Vienne, Econ, 1963Édition illustrée en allemand
- Und die Bibel hat doch recht : Forscher beweisen die historische Wahrheit  (postface Joachim Rehork), Ullstein TB, 2009 (ISBN 978-3-548-37246-4)Dernière édition en allemand
- The Bible as History, Bantam, USA, 1er novembre 1983 (ISBN 978-0553279436)Édition anglaise
- La Bible arrachée aux sables, Paris, Le Livre contemporain, 1958, 309 p. (ISBN 2717103279)Première édition française
- La Bible arrachée aux sables, Plon, 1996 (ISBN 225918541X)Mise à jour de Joachim Rehork.
- La Bible arrachée aux sables, Éditions Tempus Perrin, 2005 (ISBN 978-2-262-02240-2)Présentation de Jean-Luc Pouthier.